# Expedition 24
Expedition 24 è stato il 24° equipaggio della International Space Station (ISS). Il decollo è avvenuto 1º giugno 2010.
Per la missione, inizialmente erano previste due passeggiate nello spazio, una russa e una americana, poi diventate quattro.

## Equipaggio
| Ruolo               | Giugno 2010                              | Giugno – Settembre 2010                  |
| ------------------- | ---------------------------------------- | ---------------------------------------- |
| Comandante          | Aleksandr Skvorcov, Roscosmos Primo volo | Aleksandr Skvorcov, Roscosmos Primo volo |
| Ingegnere di volo 1 | Michail Kornienko, Roscosmos Primo volo  | Michail Kornienko, Roscosmos Primo volo  |
| Ingegnere di volo 2 | Tracy Caldwell Dyson, NASA Secondo volo  | Tracy Caldwell Dyson, NASA Secondo volo  |
| Ingegnere di volo 3 |                                          | Fëdor Jurčichin, Roscosmos Terzo volo    |
| Ingegnere di volo 4 |                                          | Shannon Walker, NASA Primo volo          |
| Ingegnere di volo 5 |                                          | Douglas Wheelock, NASA Secondo volo      |

## Equipaggio di riserva
- Michail Tjurin
- Aleksandr Samokutjaev
- Scott Kelly
- Andrej Borisenko
- Paolo Nespoli
- Catherine Coleman

## Incidente
Il 31 luglio 2010, l'equipaggio è stato svegliato da un allarme sulla stazione. L'allarme è stato causato da un malfunzionamento ad una pompa che ha portato all'interruzione di energia elettrica in alcune parti della Stazione Spaziale Internazionale (ISS). Gli astronauti Tracy Caldwell-Dyson e Doug Wheelock hanno svolto alcune operazioni, aiutati dai controllori di terra, per ri-alimentare alcuni dei componenti. Terminate le operazioni il Capcomm James M. Kelly ha detto all'equipaggio che poteva tornare a dormire. Poco tempo dopo, un altro allarme ha risvegliato l'equipaggio quando da terra si è tentato di riavviare la pompa.

## Attività extraveicolare

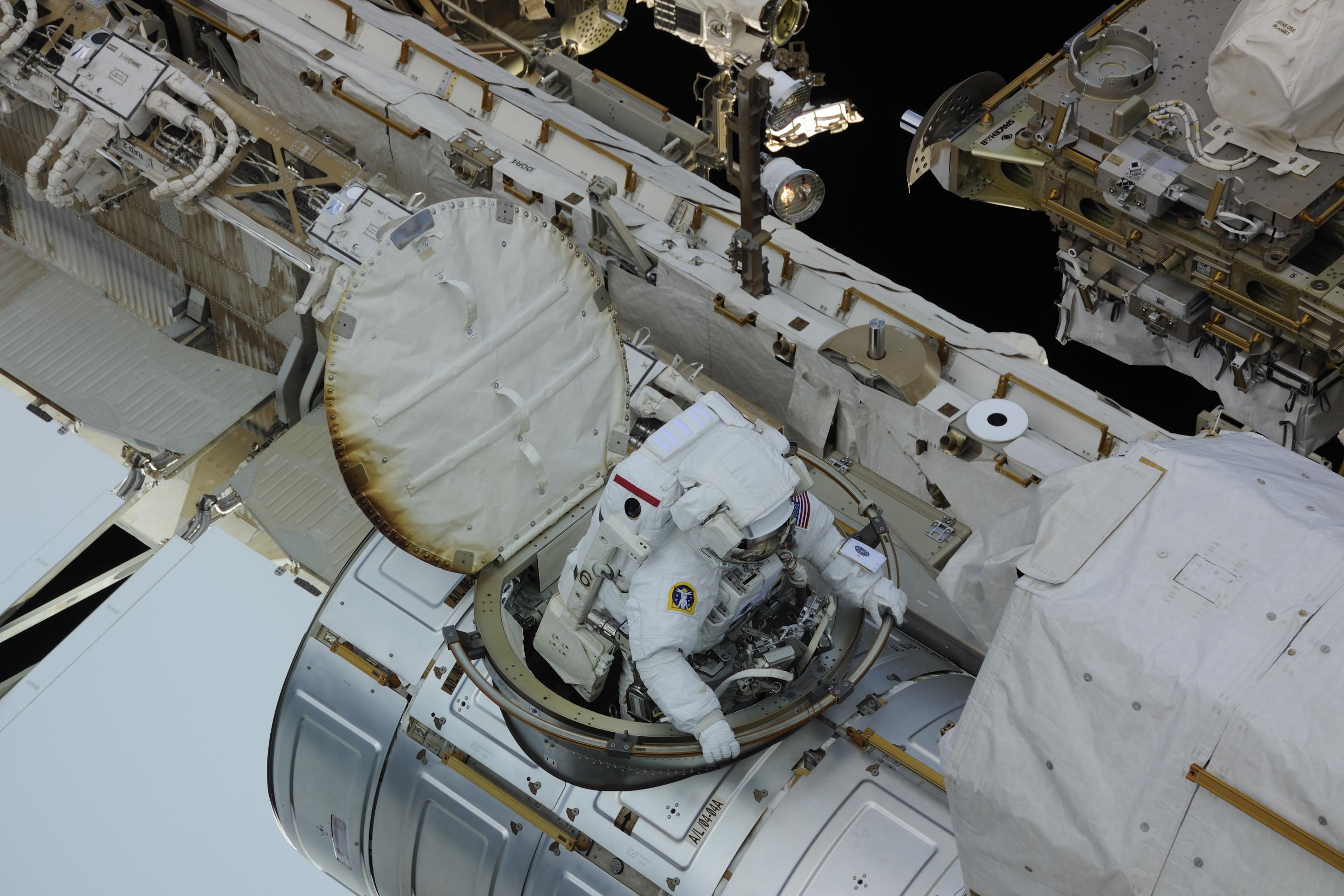
Douglas H. Wheelock esce dalla stazione per compiere una EVA.

Sono state portate a termine quattro attività extraveicolari durante la missione:
- 27 luglio: 6 ore e 42 minuti - Astronuati: Mikhail Korniyenko, Fyodor Yurchikhin
- 7 agosto: 8 ore e 3 minuti - Astronuati: Douglas Wheelock, Tracy Caldwell Dyson
- 11 agosto: 7 ore e 26 minuti - Astronuati: Douglas Wheelock, Tracy Caldwell Dyson
- 16 agosto: 7 ore e 20 minuti - Astronuati: Douglas Wheelock, Tracy Caldwell Dyson

## Galleria d'immagini

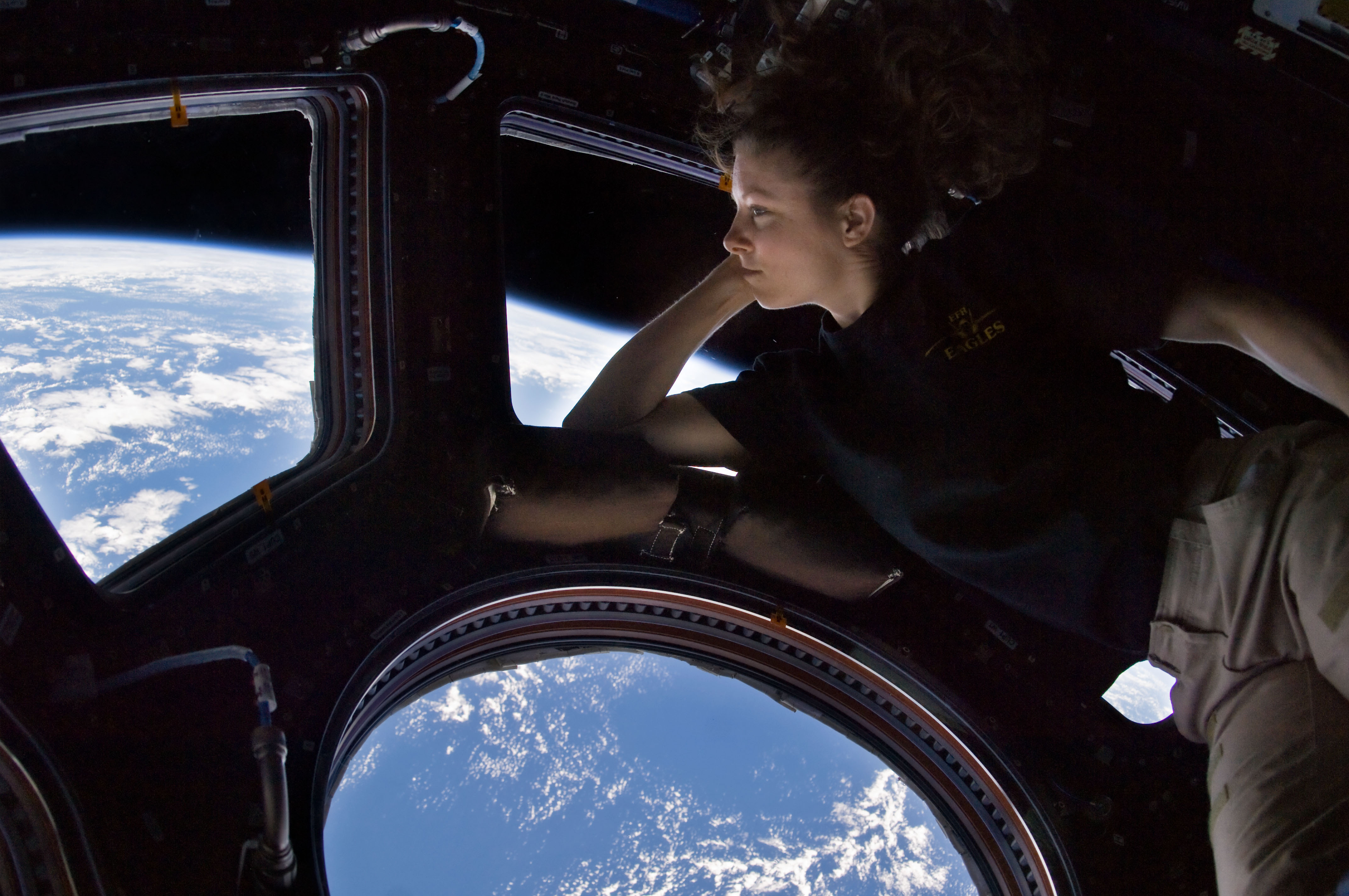
Tracy Caldwell nel modulo Cupola della Stazione spaziale internazionale osserva la Terra durante la missione Expedition 24

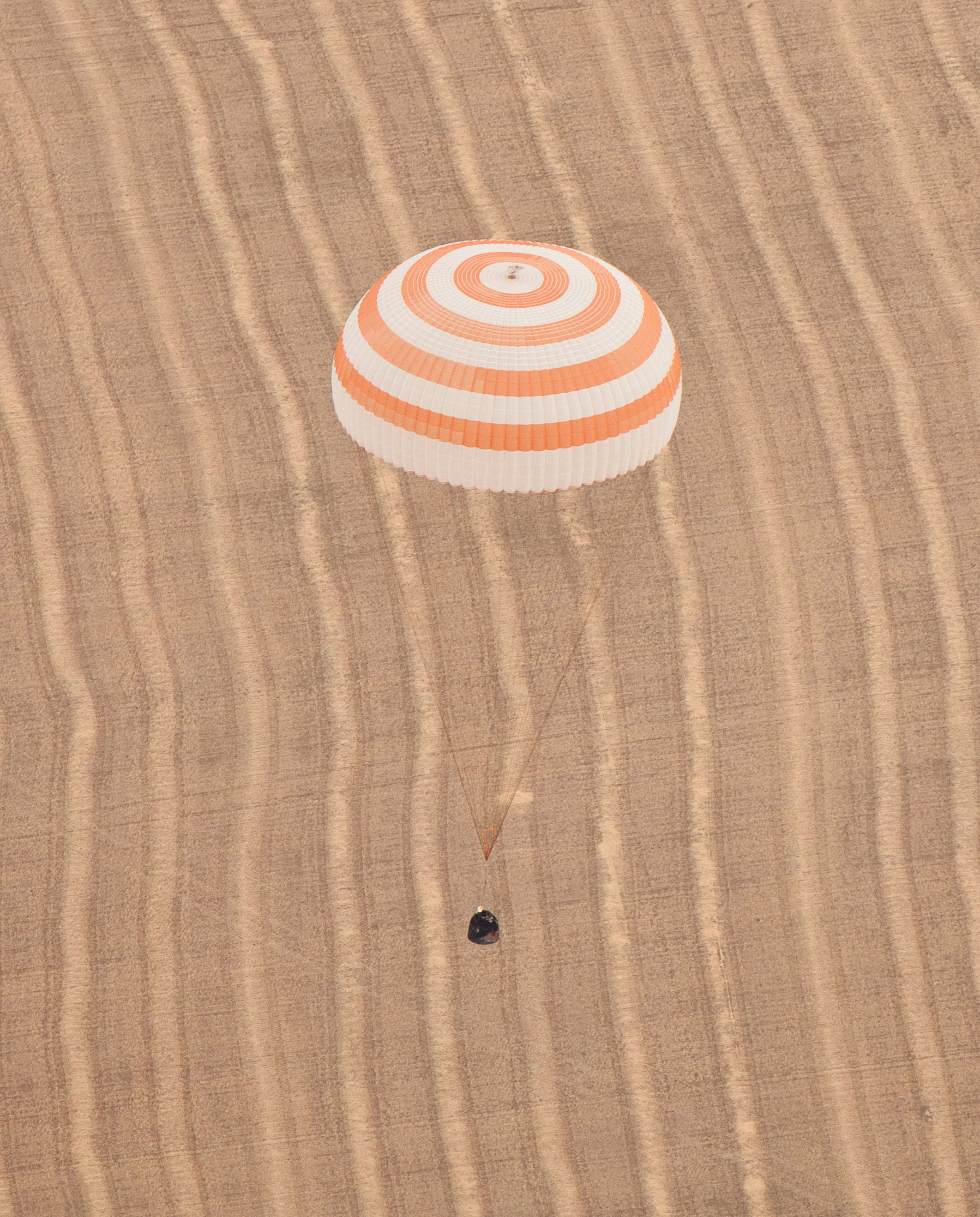
La Sojuz TMA-18 rientra a terra grazie ai paracadute.
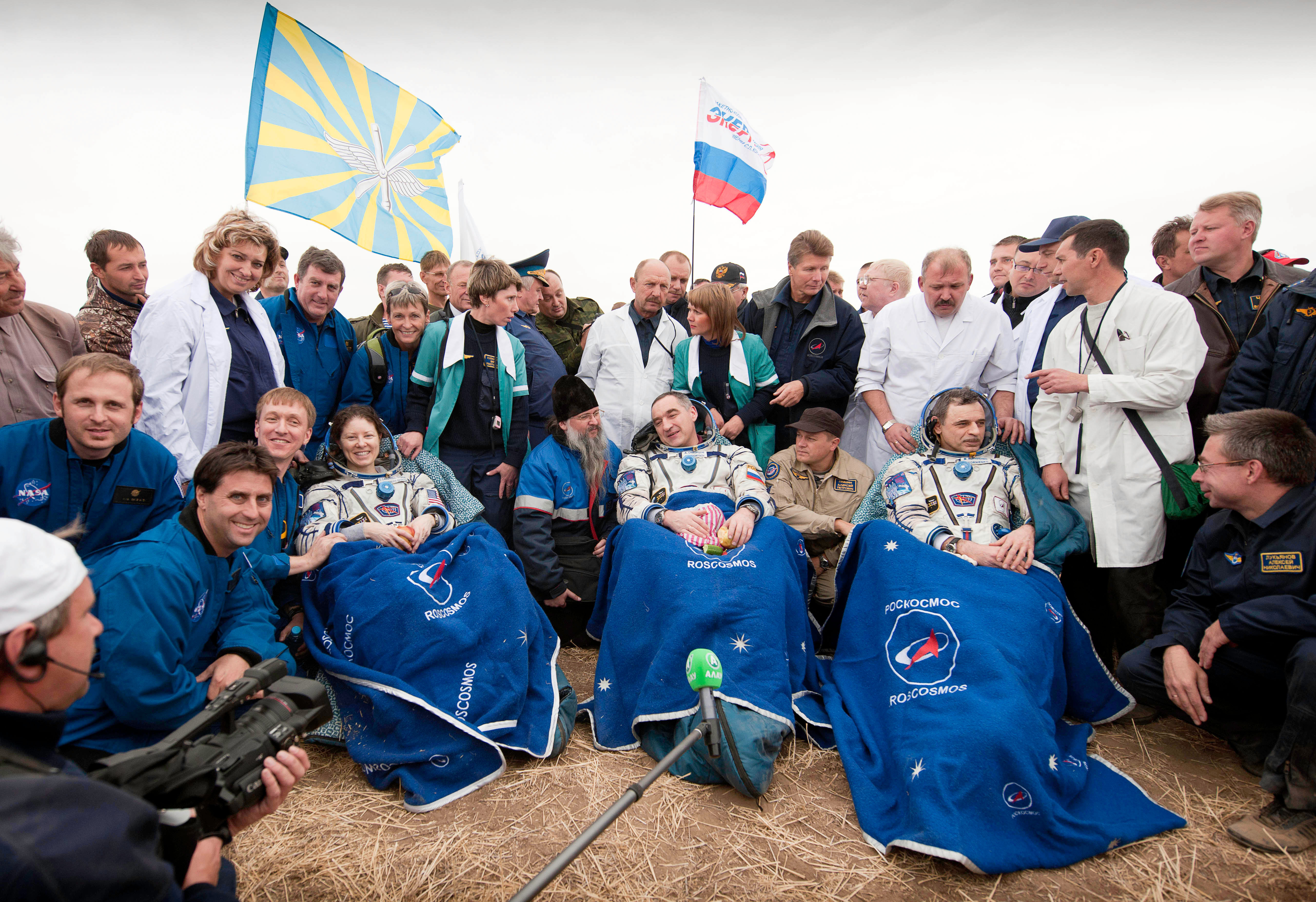
Tracy Caldwell Dyson, Alexander Skvortsov e Mikhail Kornienko poco dopo l'atterraggio.
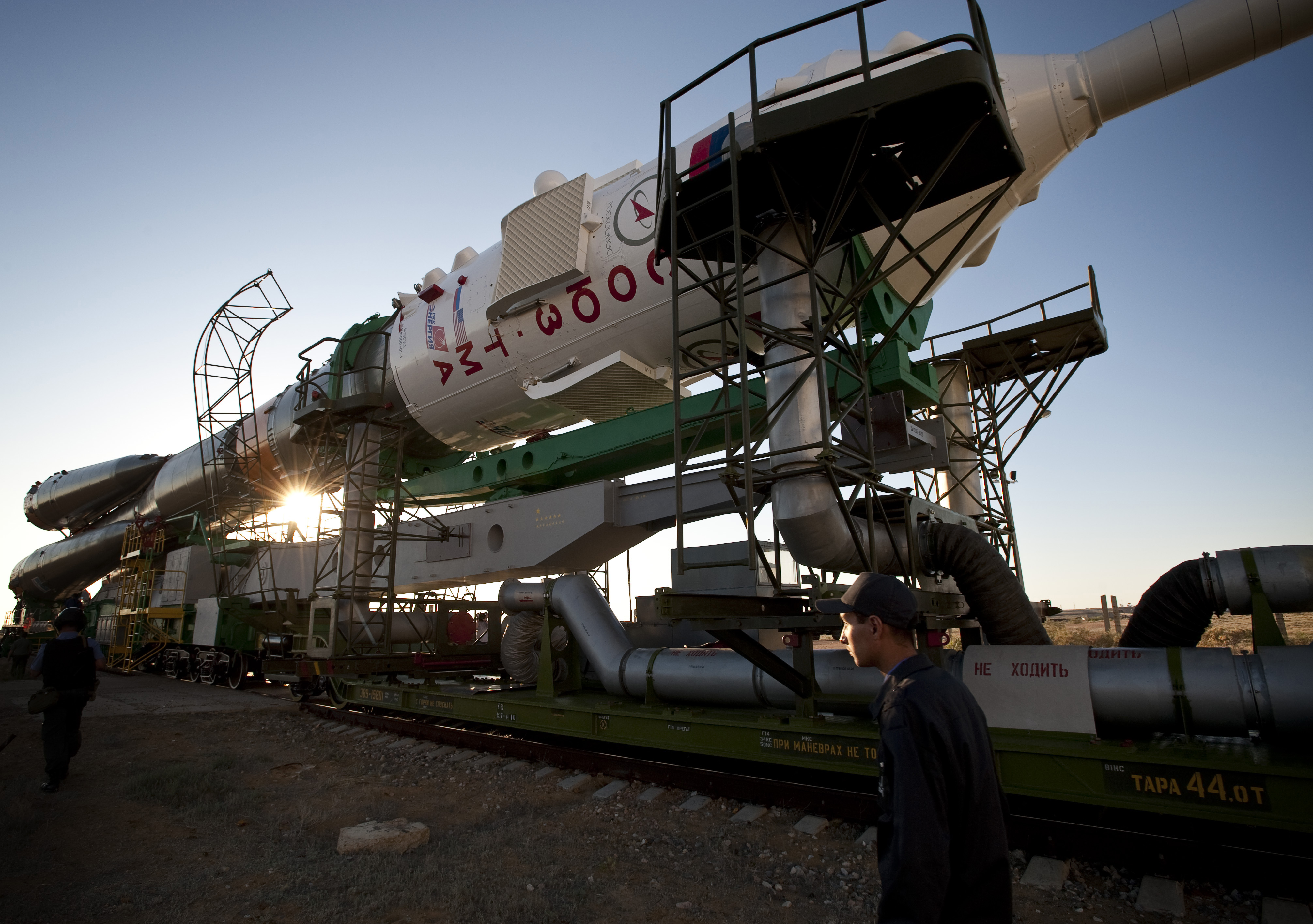
Sojuz TMA-19 viene portata verso la rampa di lancio.
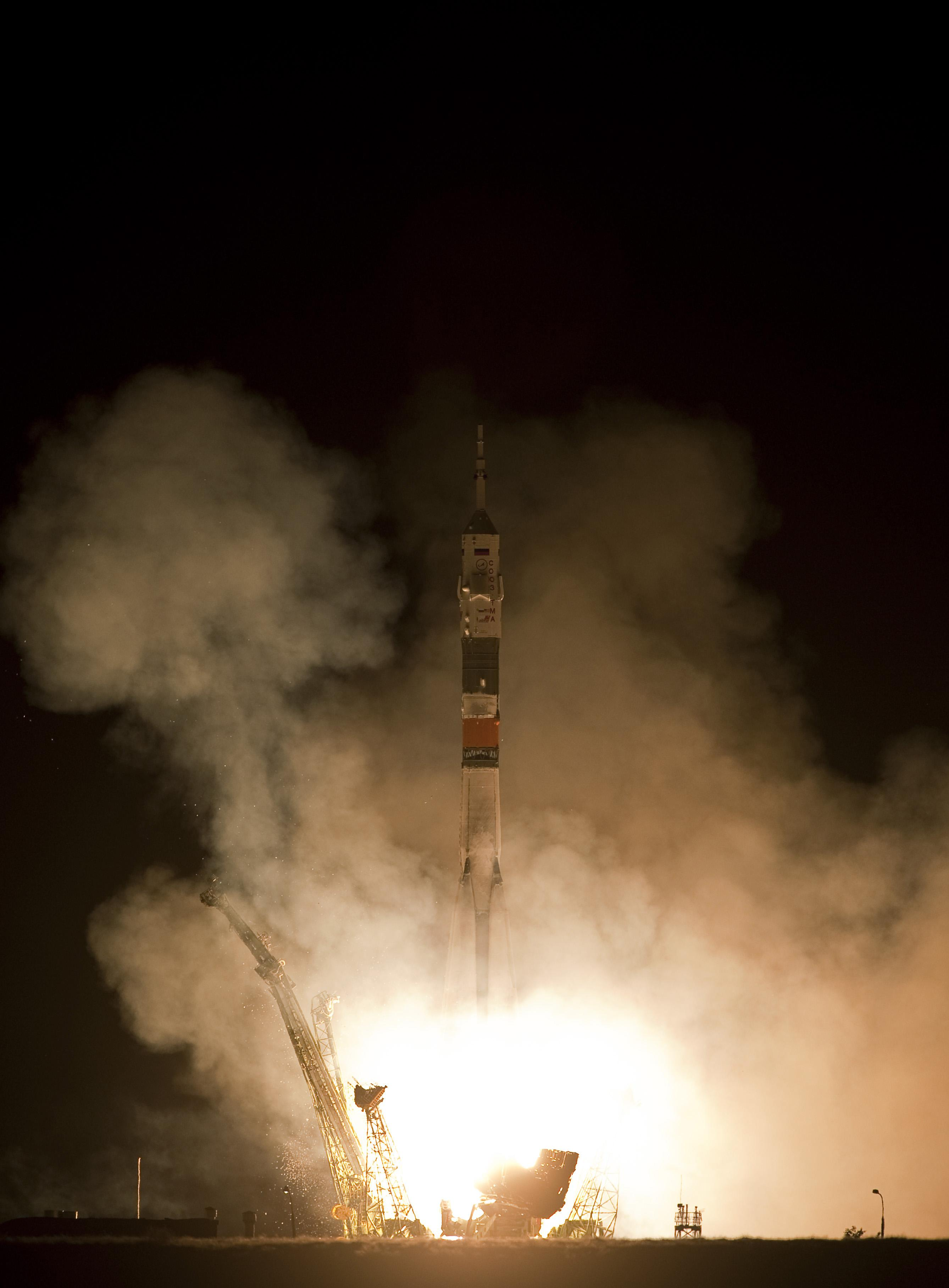
Sojuz TMA-19 viene lanciato il 16 giugno 2010.
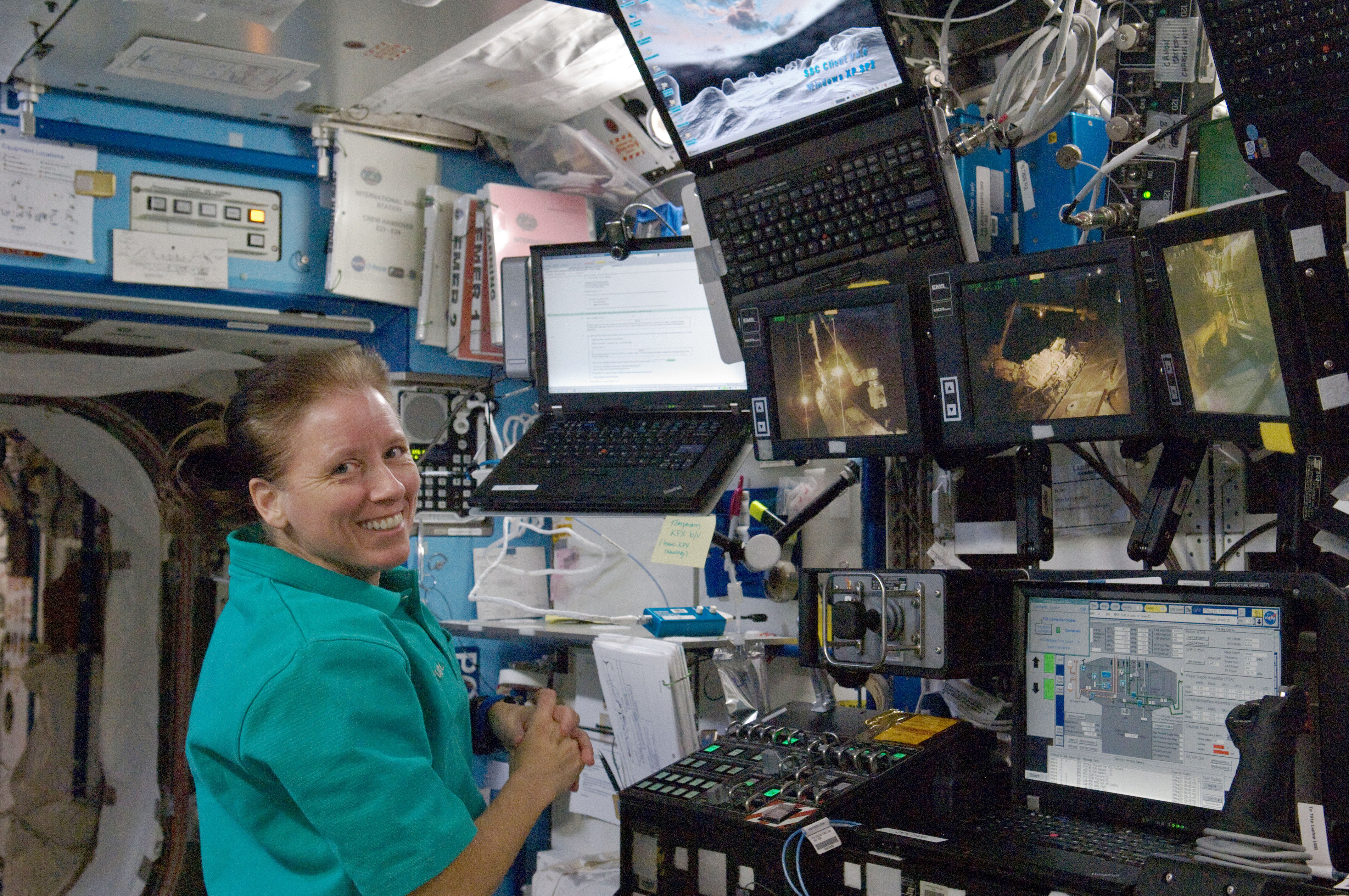
Shannon Walker lavora al Canadarm2 nel modulo Destiny.
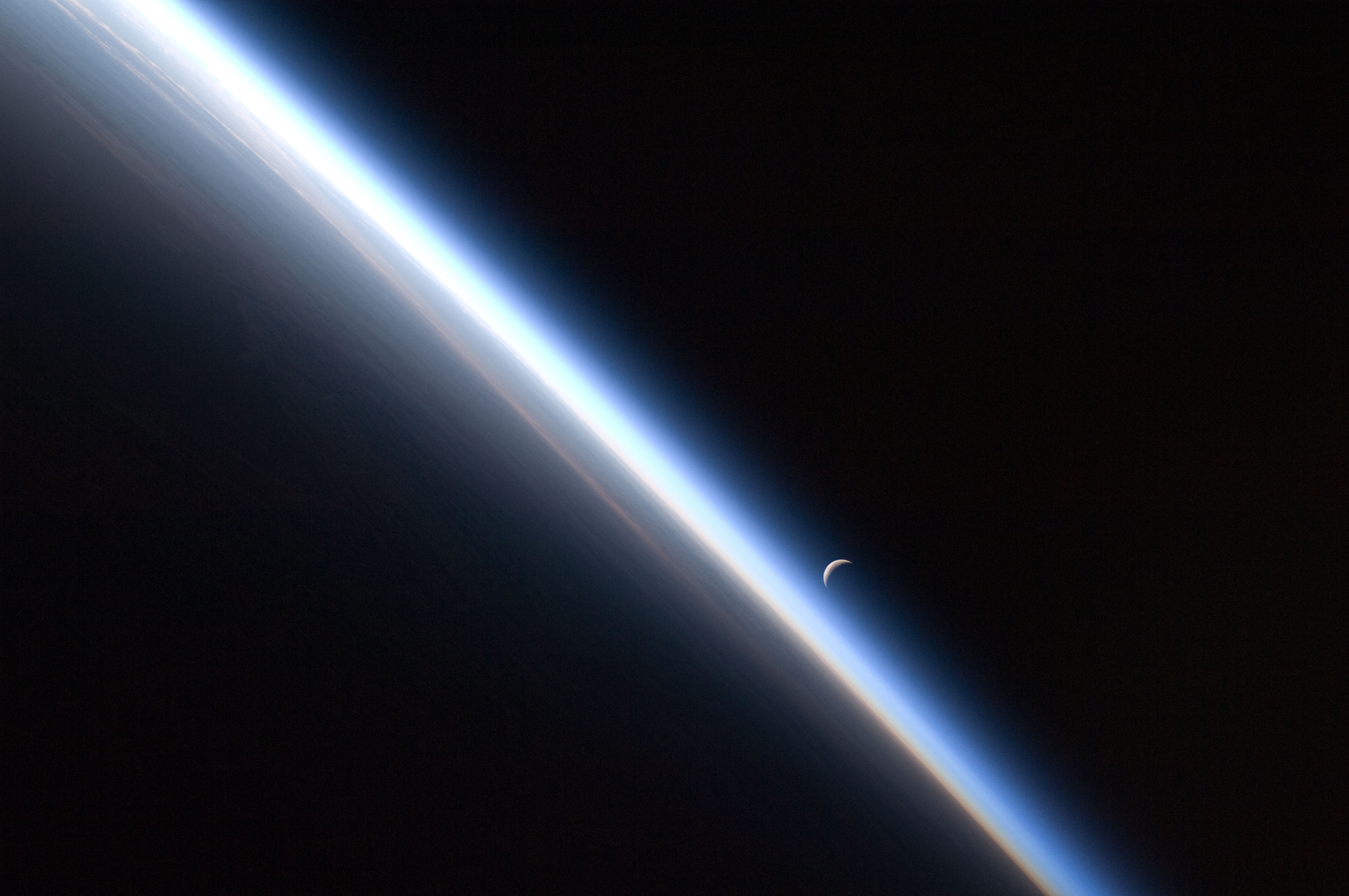
Foto spettacolare scattata sopra l'Asia centrale